# Lex Horn

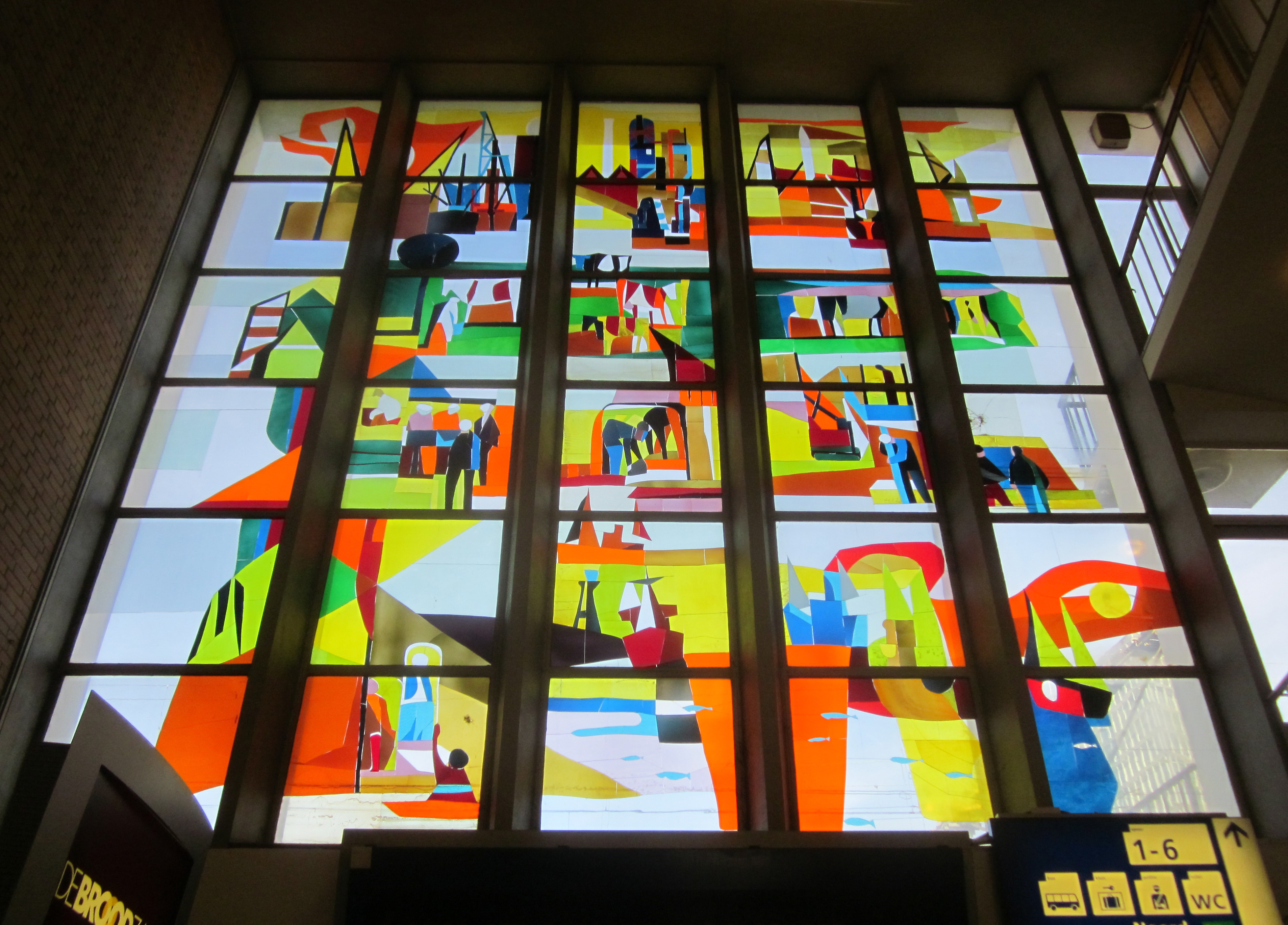
Glasappliqué in station Eindhoven uit 1955

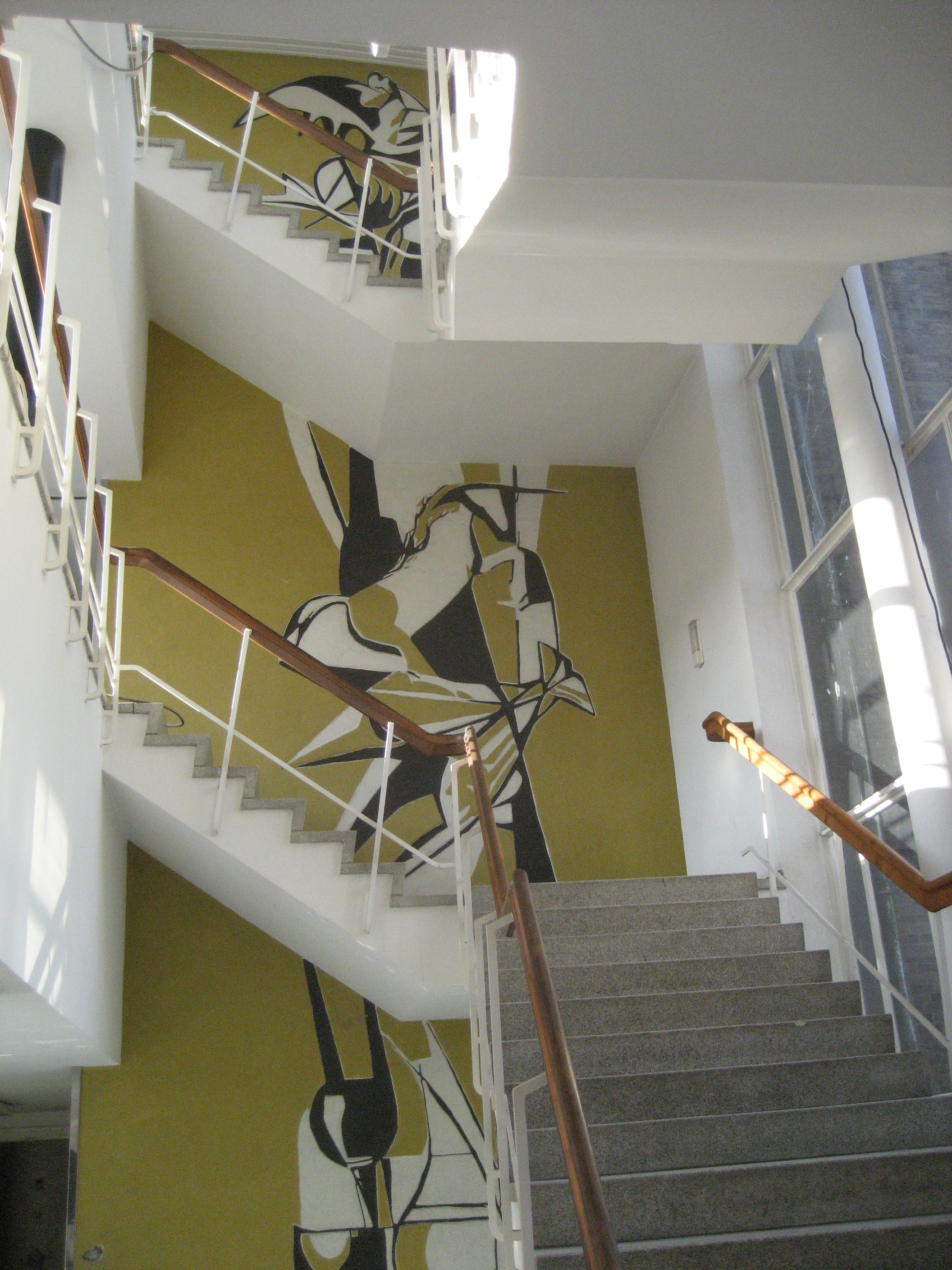
Sgraffito in het Clusiusgebouw Leiden, 1959 (verwijderd in 2015)

Alexander (Lex) Horn (Nijmegen, 23 januari 1916 – Vannes, 13 juli 1968) was een Nederlandse kunstenaar die vooral bekend is geworden om zijn introductie en gebruik van sgraffito- en glas-appliquétechnieken in monumentale kunst tijdens de wederopbouw.
Hij was een expressionistisch ingestelde kunstenaar met voorliefde voor monumentale kunst waarvoor hij niet alleen de hiervoor genoemde technieken gebruikte maar waarvoor hij ook wandtapijten, wandschilderingen, tegelwerken en intarsia’s maakte.

## Leven en werk
Hij was zoon van de Luxemburger Louis Joseph Egide Horn en Carolina Benjamins, die een hoedenzaak voerden. Lex had een zus Hesje/Hester, die omgebracht werd in Auschwitz. Hij zelf trouwde driemaal, tussen 1940 en 1947 was hij getrouwd met Josine Wibaut (kleindochter van Floor Wibaut), tussen 1948 en 1959 met acteur Charlotte Lilly Meulman en vanaf 1960 met binnenhuisarchitect Marita Else van Essen. Het echtpaar woonde in de jaren zestig aan de Willemsparkweg. De dochter Meinke Horn uit het laatste huwelijk richtte in 2016 een stichting in het leven om zijn werk te inventariseren en te beschermen.
Anderhalf jaar na zijn geboorte verhuisden zijn ouders naar Bussum en in 1930 naar Zutphen. Daar ontmoette hij Jo Spier, die hem aanraadde monumentale kunst te gaan maken nadat hij zijn Hogere Burgerschool. Na de HBS studeerde hij aan de Rijksacademie voor Beeldende Kunsten afdeling Monumentale en versierende schilderkunsten, onder leiding van prof. Heinrich Campendonk, die ook Hans van Norden onder zijn hoede had. In de voetsporen van Campendonk zag hij voor zichzelf een taak weggelegd voor de monumentale kunst en kon zich na de Tweede Wereldoorlog inzetten om voor de wederopbouw te pleiten voor kunstbijdragen aan de nieuwe architectuur. In die oorlog boden Horn (Joods) en Wibaut (niet-Joods) aan de Oude Waal onderdak aan Joodse onderduikers, maar moesten zelf ook schuilen, onder andere bij Henriëtte Roland Holst (tante van Josine) en Frits van Hall. 
Hij was betrokken bij de in 1945 door Willem Sandberg en Mart Stam opgerichte GKf (Gebonden Kunsten federatie). Hij maakte zich sterk voor de positionering van de monumentale kunst in Nederland en was in 1951 een van initiatiefnemers van de Vereniging van Beoefenaars der Monumentale Kunsten, waarvan hij enige tijd ook voorzitter was. Ook binnen andere verenigingen was hij actief zoals Architectura et Amicitia (bestuurslid) en colleges aan de Jan van Eyck Academie in Maastricht.
Horn trok zich in de jaren zestig steeds meer terug uit het openbare leven. Hij begon in zijn atelier aan de Lauriergracht aan een dagboek. In dat schrijfsel besteedde hij veel aandacht zijn strijd tussen enerzijds opdrachtwerken en vrije kunst.
Hij overleed aan een hartinfarct tijdens een vakantie in Frankrijk. Hans van Norden schreef zijn necrologie in Het Parool. Hij werd gecremeerd op Westerveld.

## Werken in de openbare ruimte (selectie)
- Geëtste glasramen in de Kompaszaal van de passagiershal van de KNSM, Amsterdam (1956)
- Oorlogsmonument Februaristaking in de aula van Garage West Jan Tooropstraat, Amsterdam
- Sgraffito uit het voormalige Jan Swammerdam Instituut (1965). Eén, Het Ziekenhuisbezoek is in 2007 herplaatst in het AMC[3][4] Het laboratoriumonderzoek en Het straatongeluk werden in 2021 geplaatst in de Fietsenstalling Stationsplein, eveneens te Amsterdam.
- Ladders, muurdecoratie aan het Blomwijckerpad, Amsterdam (1960)
- Moderne Elkerlyc, Stadsschouwburg Amsterdam (1953)
- Glasappliqué, Station Eindhoven (1955)
- Vogels, vissen, dieren, Moddermanstraat in Amsterdam[5]
- Glasappliqué, voormalige Technische School thans in het Haestinge in Sint-Maartensdijk
- Figuren, betonreliëf aan gevel van een Technische School, Krelis Loumanstraat, Amsterdam-West
- Wandtapijt in Gemeentelijke Archiefdienst Utrecht aan Alexander Numankade te Utrecht (1968)
- Wandsculpturen J.F. Kennedyschool aan de Teun de Jagerdreef te Utrecht (±1967)
- Wandtapijt in de Christelijke Kweekschool Rehoboth aan de Koningsbergerstraat te Utrecht (1963)

Hij ontwierp in 1959 de serie zomerzegels voor de post, de serie viel op door de onorthodoxe ontwerpen.

## Afbeeldingen

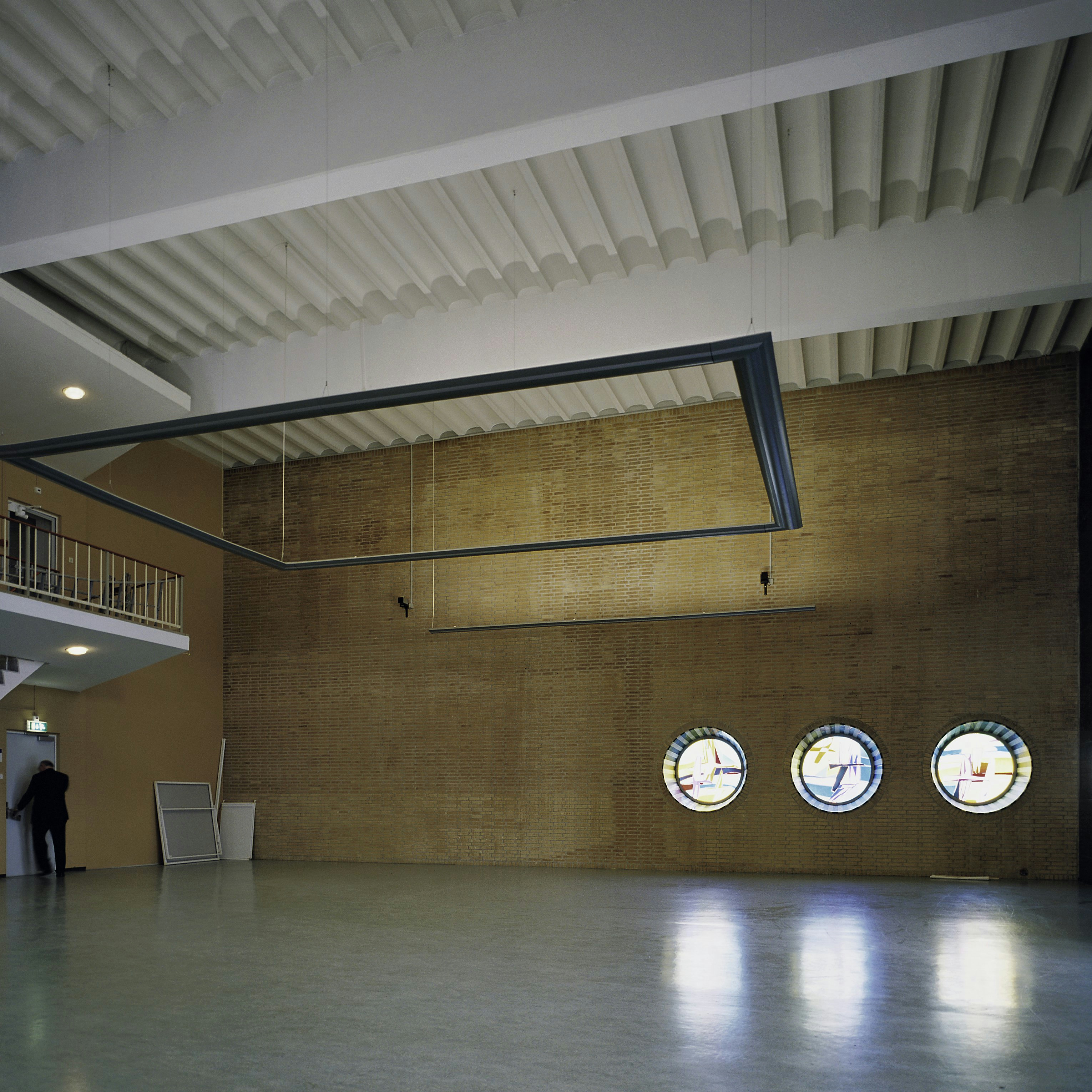
Vogeltrek 1955, glasramen in Eindhoven
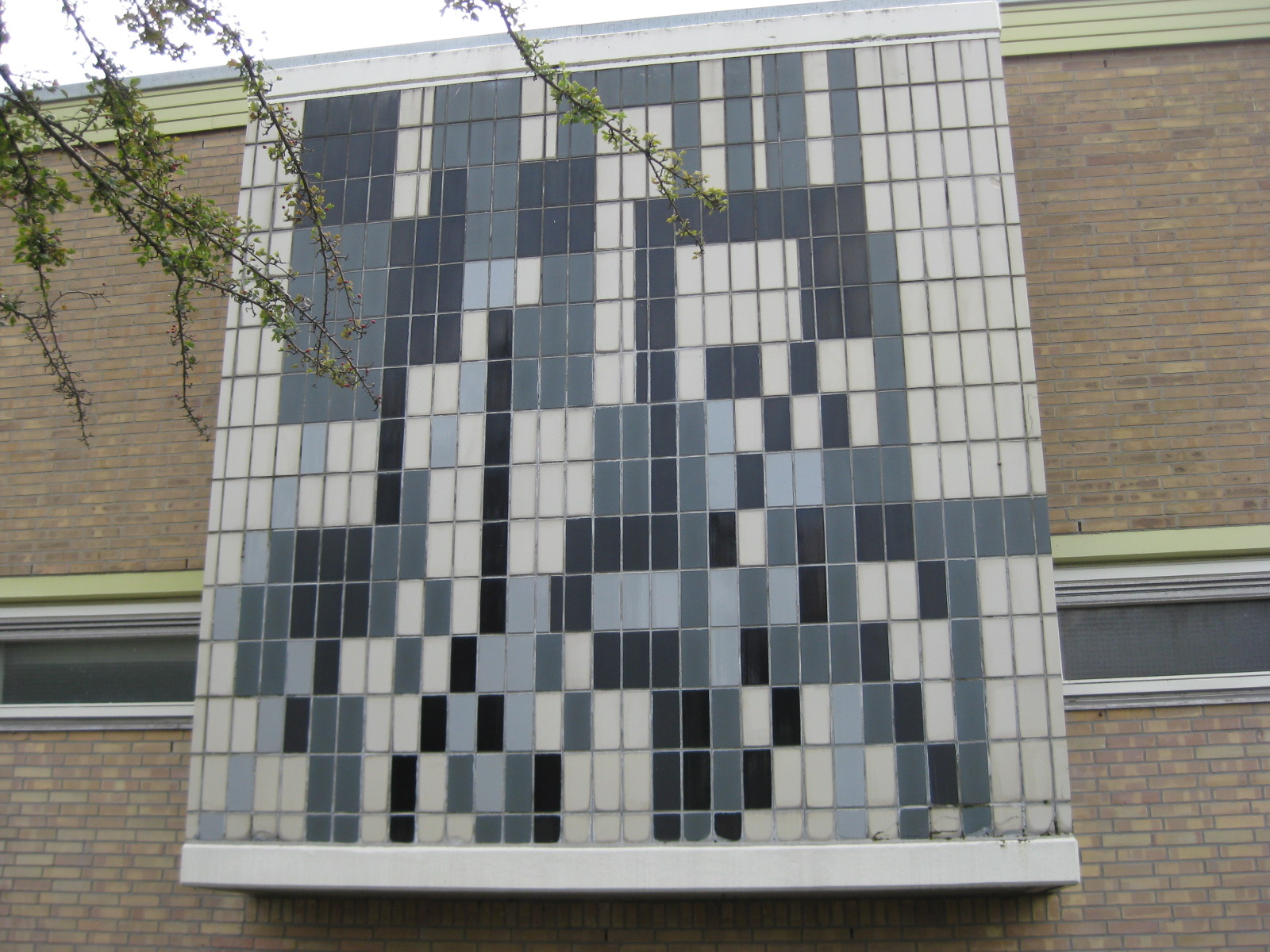
Compositie 1968, tegeltableau in Purmerweg 46, Amsterdam-Noord.
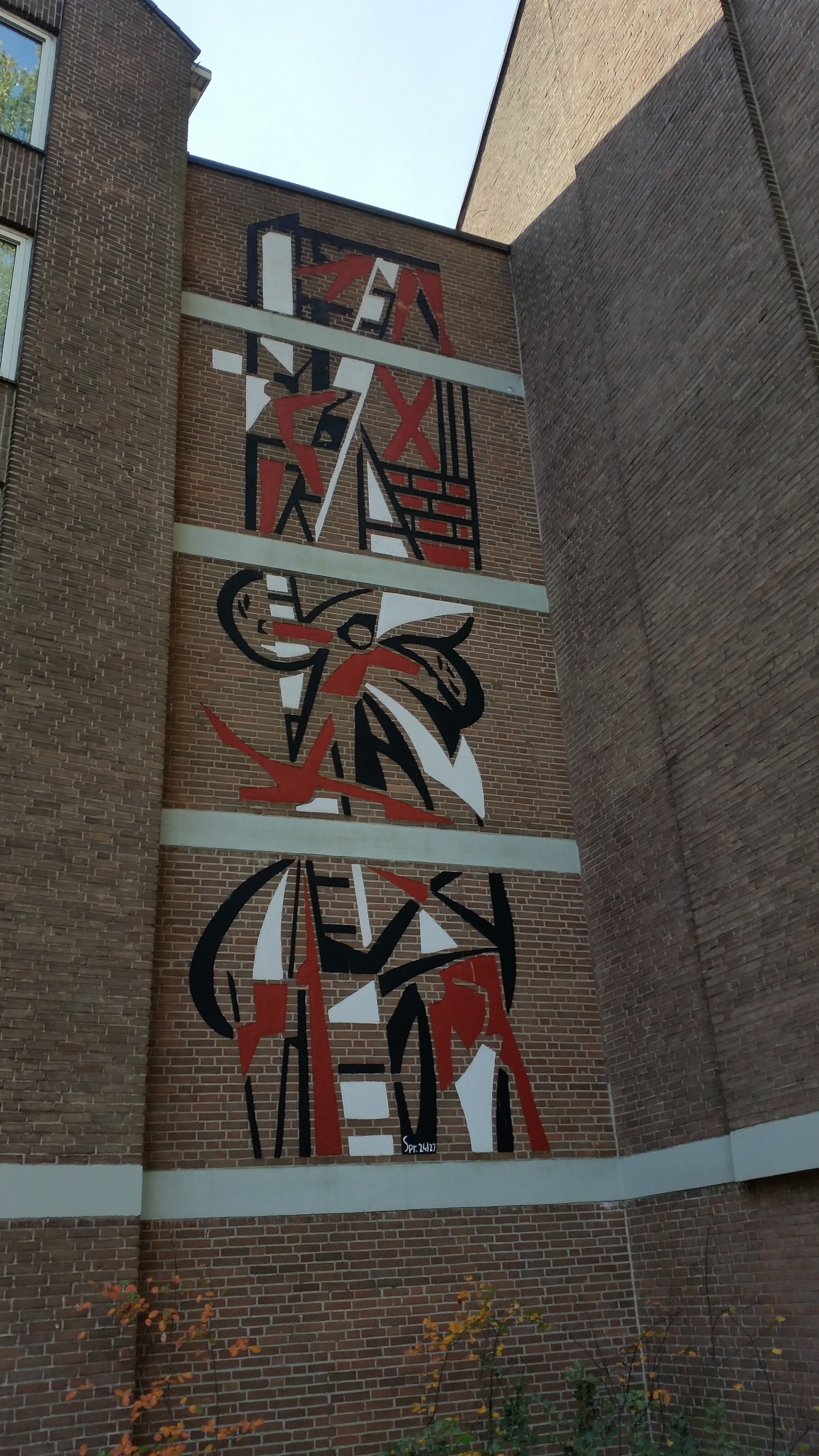
Ladders 1960, sgraffito in Amsterdam Osdorp

- Biografisch Portaal: 53069956
- Gemeinsame Normdatei: 174315082
- International Standard Name Identifier: 0000 0000 6924 5402
- Nederlandse Thesaurus van Auteursnamen: 070560706
- RKD-Nederlands Instituut voor Kunstgeschiedenis: 39765
- Système universitaire de documentation: 229435386
- Union List of Artist Names: 500116750
- Virtual International Authority File: 96546686
- WorldCat: E39PBJwhwKW3ktDvXXCtpJdCwC